# Ultime Parole
"Ultime Parole" é uma música do cantor anglo-italiano Jack Savoretti com a cantora australiana Natalie Imbruglia, lançada como primeiro single do álbum Miss Italia, de Jack, em abril de 2024.

## Composição
A música foi escrita por Savoretti em 2023, para o primeiro álbum em italiano de sua carreira. Segundo o cantor, esta foi a primeira composição para o álbum. O convite a Natalie para os vocais foi feito pessoalmente por ele, e aceito imediatamente. Segundo ambos, a faixa os conecta com sua raízes italianas, tendo os cantores pais nascidos na Itália.
Imbruglia também colaborou na letra, assim como Samuel Dixon, e The Leading Guy na produção. A canção fala sobre o fim de uma relação e as últimas palavras que ficaram, invocando um sentimento de dor e nostalgia.

## Lançamento
O single foi lançado nas plataformas de streaming e download digital em 12 de abril de 2024, alcançando êxito internacional. Em 19 de abril, os cantores perfomaram a música pela primeira vez, ao vivo em Roma, no programa Viva Rai 2.
Em 26 de abril, a música foi adicionada à BBC Radio 2 Playlist, a lista das músicas mais tocadas na rádio britânica.

## Single Digital
- Versão Principal

1. "Ultime Parole" - 2:53

## Paradas musicais
| Parada semanal (2024)            | Posição |
| -------------------------------- | ------- |
| Dinamarca (iTunes Top 100 Pop)   | 59      |
| Itália (iTunes Top 100 Pop)      | 65      |
| Reino Unido (iTunes Top 100 Pop) | 78      |
| Reino Unido (UK Airplay Chart)   | 99      |
| Suíça (iTunes Top 100 Pop)       | 94      |